# Freestylekajakken

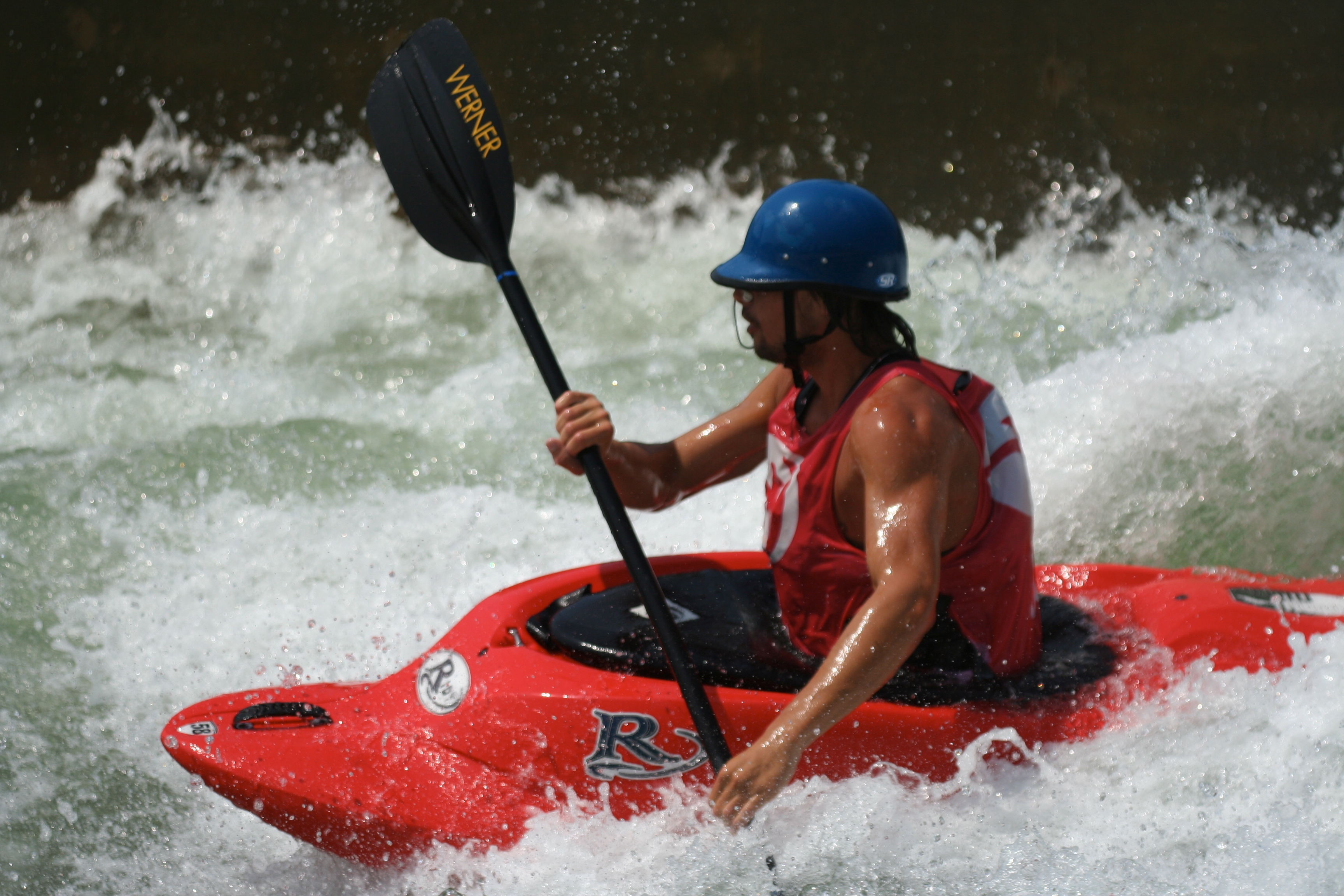
Freestylekajak

Freestylekajakken is een tak van de kanosport die in de jaren negentig is ontstaan, afgeleid van het wildwatervaren en met invloeden van andere freestyle sporten. Bij deze sport is het de bedoeling om met een speciale freestyle-kajak in een golf (playspots) figuren (moves) te maken. Freestylekajakken staat ook bekend als playboaten en soms onder de verouderde term rodeokajakken. De sport wordt vaak gerekend tot de extreme sporten of freestylesporten (vergelijkbaar met freestylesnowboarden of planksurfen).

## Geschiedenis
Eind jaren tachtig begon het rodeokajakken, waarbij met een wildwaterkajak zo lang mogelijk werd geprobeerd te surfen op een golf. In de jaren negentig is deze sport verder uitgegroeid tot het huidige freestylekajakken. In 1993 werd op de Ocoe in de VS het eerste WK georganiseerd en in 2002 kreeg de sport erkenning bij de Internationale Kajakfederatie (ICF).

## Freestylekajak
Een freestylekajak is tussen de 1,75 en 2,25 meter lang, en ongeveer 60 cm breed. Er zijn wereldwijd ongeveer 15 fabrikanten, die samen vele verschillende modellen produceren. Ieder jaar komen de meeste fabrikanten weer met nieuwe modellen. De vorm is zo ontworpen dat de kajak goed kan surfen op een golf en geschikt is om er moves mee te maken. Vrijwel alle fabrikanten maken hun kajaks van Polyethyleen (PE).

## Playspots
Freestylekajakken wordt beoefend op een golf. Als in een rivier een verval aanwezig is, zal achter dat verval een golf ontstaan. Deze golf is bij dezelfde waterstand constant en kan dus gebruikt worden om in te surfen met een kajak (maar ook met surfboards). Ook aan zee de kust ontstaan golfen, de branding, deze golven zijn echter niet constant maar rollen het strand op, en zijn daardoor minder geschikt.
In Nederland zijn de mogelijkheden beperkt, omdat Nederlandse rivieren slechts weinig verval kennen zijn daar geen mogelijkheden. De beste optie in Nederland is dus de branding, sinds eind 2006 is er in Zoetermeer een wildwaterbaan, al is deze baan meer geschikt voor andere takken in de kanosport.
Bekende playspots in Europa zijn Hawaii sur Rhône in Lyon, Plattling in Duitsland, Bremgarten in Zwitserland en de Eisbach in München.
Freestylekajakken is ook mogelijk op vlakwater, echter hierbij zijn de mogelijkheden beperkt, dit wordt vaak gebruikt als training.

## Moves
Er zijn veel verschillende moves mogelijk. Er is een lijst die gebruikt wordt bij de wedstrijden, maar deze verandert vaak omdat de sport constant in ontwikkeling is.

Voorbeelden van moves zijn:
- Air Loop - draai van 360 graden om de breedte-as, waarbij de kajak en kajakker los komen van het water. (Salto.)
- Cartwheel - een reeks draaien van 360 graden over de breedte-as waarbij de kajak opzij gedraaid is. (Radslagen.)
- Donkey flip - een draai van 360 graden om de lengte-as, waarbij kajak en kajakker los komen van het water.
- Phoenix Monkey - een pirouette op de voorpunt gevolgd door een air loop.

## Wedstrijden
Freestylekajakken wordt ook in wedstrijdverband beoefend. Wedstrijden die voldoen aan de ICF-regels vinden als volgt plaats: iedere deelnemer krijgt twee keer 45 seconden de tijd om te laten zien wat hij kan, een jury bestaand uit minimaal 3 leden beoordelen de deelnemer aan de hand van de verschillende moves die hij maakt. Na de voorrondes vinden, afhankelijk van het aantal deelnemers, eerst kwart- of halvefinales plaats. Uiteindelijk gaan 5 deelnemers door naar de finale. In de finale krijgen alle deelnemers steeds één run en valt degene met de laagste score af totdat de winnaar overblijft.
Er zijn 4 verschillende klassen: dames junioren, dames senioren, heren junioren en heren senioren. Een Deelnemer is senior vanaf het kalenderjaar dat hij/zij 19 wordt.
Ook in Nederland worden wedstrijden georganiseerd, maar bij gebrek aan playspots worden vaak andere wedstrijdvormen bedacht.
Ieder jaar wordt een EK of WK georganiseerd, en tevens ieder jaar een NK. In 2007 vond het WK plaats in Canada en het NK voor de tweede keer in Zoetermeer. De beste Nederlandse prestatie op een WK was in 2005. Toen behaalde Martina Wegman de 3e plaats. In 2007 behaalde zij de 2e plaats. Op het NK van 2010 bestond de Nederlandse top uit:
Heren Senior
1. Casper van Kalmthout
2. Remi Wegman
3. Remko Brouwer

Dames Senior
1. Querine Wegman
2. Senna Spierts
3. Jenita Göbel

Heren Junior
1. Stijn van Nimwegen
2. Bobby Groenewoud
3. Jim Rövekamp

## Populariteit
In Nederland zijn nog slechts weinig beoefenaars van deze sport, naar schatting rond de 500. In het buitenland en met name in de Verenigde Staten is de sport al behoorlijk groot en redelijk bekend onder het publiek. In Nederland groeit de sport nog wel, maar door gebrek aan media-aandacht heeft het freestylekajakken nog weinig bekendheid onder het publiek.